# Масса тысячи семян
Ма́сса ты́сячи семя́н (МТС), реже «Масса тысячи зёрен» — показатель крупности и выполненности воздушно-сухих семян, выраженный в граммах, важный сельскохозяйственный показатель.
Масса тысячи семян различна для разных культур, в пределах одной культуры также может сильно варьировать по сортам. Сильные различия в массе тысячи семян могут быть и между яровыми и озимыми сортами одной культуры. Например, МТС ярового рапса составляет 2,5—5 г, а МТС озимого рапса — 4—7 г, преимущественно из-за этого показателя озимый рапс превосходит по урожайности яровой.
Массу тысячи семян важно знать для определения весовой нормы высева.
Масса тысячи семян может сильно варьировать и в пределах одного сорта, в зависимости от условий выращивания. Наибольшее значение при формировании МТС имеет обеспечение влагой и питательными веществами. Отрицательно влияет на МТС поражение болезнями, вредителями, полегание посевов.